# Axel Koenders
Axel Koenders, né le 28 septembre 1959 à Ouderkerk-sur-l'Amstel, est un triathlète professionnel néerlandais, vainqueur sur triathlon Ironman.

## Biographie
En 1988, Axel Koenders est le premier vainqueur de l'Ironman Europe à Roth et détient le record sur distance Ironman qu'il établit à cette occasion en 8 h 13 min 11 s. Il est diplômé de l'Académie de l'éducation physique et du sport à Amsterdam, il crée en 1994 son centre de conseil et de formation pour sportif de haut niveau appelé Axel Koenders Fit-service.

## Palmarès
Le tableau présente les résultats les plus significatifs (podium) obtenus sur le circuit international de triathlon depuis 1981.
| Année | Compétition                                   | Pays      | Position           | Temps           |
| ----- | --------------------------------------------- | --------- | ------------------ | --------------- |
| 1989  | Championnat d'Europe longue distance          | Danemark  | Médaille d'or      | 8 h 26 min 58 s |
| 1989  | Almere-Triathlon                              | Pays-Bas  | Médaille de bronze | 8 h 35 min 13 s |
| 1989  | Ironman Europe                                | Allemagne | Médaille d'argent  | Timing          |
| 1989  | Championnat des Pays-Bas de triathlon d'hiver | Pays-Bas  | Médaille d'argent  | 5 h 27 min 17 s |
| 1988  | Ironman Europe                                | Allemagne | Médaille d'or      | 8 h 13 min 11 s |
| 1987  | Championnat d'Europe longue distance          | Finlande  | Médaille d'or      | 8 h 36 min 22 s |
| 1987  | Championnats d'Europe moyenne distance        | Allemagne | Médaille d'argent  | 4 h 0 min 2 s   |
| 1987  | Almere-Triathlon                              | Pays-Bas  | Médaille d'or      | 8 h 58 min 46 s |
| 1986  | Almere-Triathlon                              | Pays-Bas  | Médaille d'or      | 9 h 3 min 24 s  |
| 1984  | Almere-Triathlon                              | Pays-Bas  | Médaille d'or      | 9 h 25 min 41 s |
| 1983  | Almere-Triathlon                              | Pays-Bas  | Médaille d'or      | 9 h 58 min 27 s |
| 1982  | Zeewolde-Triathlon                            | Pays-Bas  | Médaille d'or      | Timing          |
| 1981  | Zeewolde-Triathlon                            | Pays-Bas  | Médaille d'or      | Timing          |